# Emerson Orlando de Melo
Emerson Orlando de Melo (* 2. März 1973 in Caxias do Sul) ist ein ehemaliger brasilianischer Fußballspieler.

## Karriere
Emerson begann seine Karriere 1986 beim Erstligisten EC Bahia. Mit dem Verein wurde er 1988 brasilianischer Meister. 1995 wechselte er zu EC Vitória. 1998 wechselte er zu União Agrícola Barbarense FC. Von 1999 bis 2000 war er außerdem noch bei den Vereinen Grêmio FBPA und Guarani FC unter Vertrag. Danach spielte er bei Tokyo Verdy, Brasiliense FC und Ituano FC.

## Erfolge
EC Bahia
- Staatsmeisterschaft von Bahia: 1986, 1987, 1988, 1991, 1993, 1994
- Brasilianischer Meister: 1988

EC Vitória
- Staatsmeisterschaft von Bahia: 1995, 1996, 1997